# Overijse
Overijse là một đô thị trong tỉnh Vlaams-Brabant, in Flanders, một trong ba vùng của Bỉ. Đô thị này bao gồm thị xã Overijse, và the communities of Eizer, Maleizen, Jezus-Eik, Tombeek và Terlanen. Tại thời điểm ngày 1 tháng 1 năm 2006,  Overijse có tổng dân số 24.067 người. Tổng diện tích là 44.43 km² với mật độ dân số là 542 người trên mỗi km².
Ngôn ngữ chính thức là tiếng Hà Lan (như ở những nơi khác ở Flanders). Những người nói tiếng Pháp di cư chủ yếu từ Wallonia hay Brussels chiếm 8 trên 27 ghế ở hội đồng địa phương. Theo điều tra dân số năm 2001, Overijse có 4.993 người nước ngoài, gồm 1197 người Hà Lan, 912 người Anh, 526 người Đức, 375 người Mỹ, 289 người Ý và 264 người Pháp.

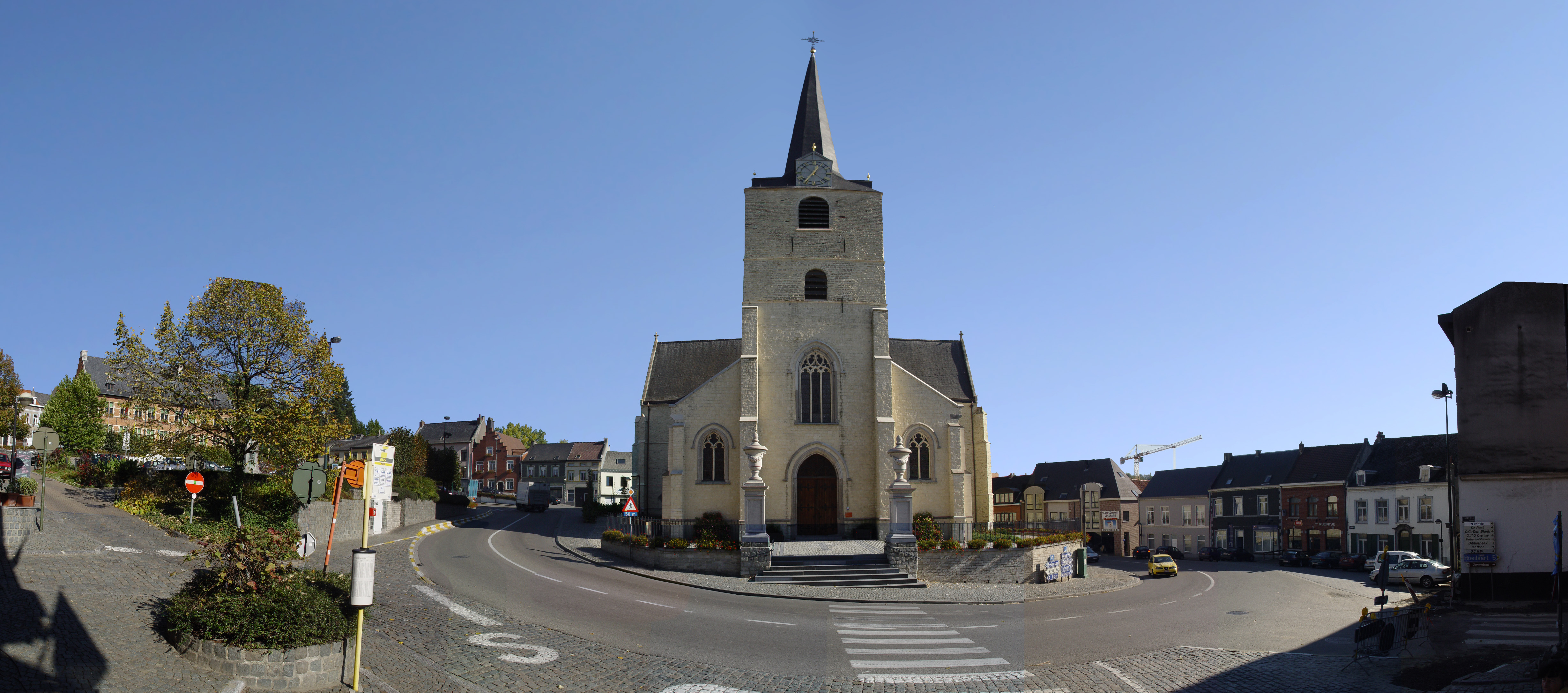
Nhà thờ Overijse